# Arnau III de Comenge
Arnau III (m. després del 1070) va ser comte de Comenge. No es tenen gaire clars els seus orígens, tot i que se sap que era germà de Bernat, bisbe de Comenge (m. abans del 1060).
A la Història general del Llenguadoc a Arnau III se l'anomena fill de Roger II, comte de Commenge (segons P. Anselme, esmentat en documents dels anys 1021, 1026 i 1035), i de la seva dona Aldana.
Al mateix temps que Arnau III, Bernat Otó (m. abans de 1075) i el seu fill Ramon Bernat són esmentats com a comtes de Comenge. L'origen d'aquests dos personatges tampoc no són clars, segons la Història general del Llenguadoc Bernat Otó era el nebot de Roger II i, per tant, hauria estat el cosí d'Arnau III.
El successor d'Arnau III va ser Roger III, probablement el seu fill o net.